# Sant Salvador de Talavera
Sant Salvador de Talavera és una església de Talavera (la Segarra) inclosa a l'Inventari del Patrimoni Arquitectònic de Catalunya.

## Descripció
L'església parroquial de Sant Salvador està situada a la part alta del poble de Talavera, fora del primitiu clos murallat. Aquesta encara conserva elements de la primitiva església romànica dins de la seva renovada fisonomia actual. Al mur sud, hi ha restes de la primitiva construcció d'origen medieval, on se'ns presenta una porta paredada d'arc de mig amb un seguit d'arquivoltes en degradació, motllurades i molt erosionades. Les columnes que sustenten aquestes arquivoltes han perdut el fust i les bases, però se'n conserven els capitells, troncocònics i totalment llisos. Les restes del seu parament ens mostren carreus de pedra, molt ben treballats i disposats regularment.
La imatge de l'actual església és el resultat de remodelacions posterior que van afectar la seva estructura. La rectoria de poble s'adossa al mur sud d'aquesta església, i aquest mur es reforça amb l'adhesió d'un contrafort, deixant lliure la visió de la primitiva porta d'accés paredada. La façana principal es traslladarà a llevant on s'obre l'actual porta d'accés amb arc de mig punt rebaixat, on també sobre una finestra allargassada amb d'arc de mig punt. Un campanar d'un ull, s'integra a la teulada de l'església, que se'ns presenta a doble vessant.

## Història
La parròquia de Talavera és esmentada per primera vegada a les llistes de parròquies del bisbat de Vic dels segles xi i xii. L'any 1240 Bernat de Talavera, castlà del lloc, comprà els drets de diverses capellanies, entre les quals figura la de Sant Salvador de Talavera. Talavera es mantingué dins la demarcació eclesiàstica del bisbat de Vic fins al 1957, any en què fou integrat dins la diòcesi de Solsona.
L'estudi de les restes conservades de la primitiva església romànica apunten cap a una obra tardana, de finals del segle xiii.

## Sepulcre dels Aguiló
El sepulcre dels Aguiló és una escultura del segon quart del segle xiv, atribuïda a Guillem Seguer, ubicada a l’església de Sant Salvador de Talavera. Mesura 101 x 157 x 60 centímetres.
Francesca Español destaca que és “un dels pocs sepulcres dobles i exempts que registrem a Catalunya”. La figura masculina reposa el cap sobre un coixí i els peus sobre un gosset. Per vestit duu un arnès, conformat per sabatons de llaunes, esperons, gamberes, i cota i jaquès superior. S’acompanya de les armes habituals en els cavallers, l’espasa i la daga. Español identifica l’home, que entrecreua les mans sobre el ventre, amb Pere d’Aguiló, senyor de Talavera i castlà de Tàrrega el 1328. A favor d’aquest plantejament cal considerar el símbol heràldic de l’àguila que es troba en el pit de l’armadura del cavaller i també en l’escut dels peus del sarcòfag.
La figura femenina està esculpida amb la mateixa posició: braços entrecreuats sobre el tors, també estirada sobre un coixí i un gosset. La cobreix una túnica, sobre la qual hi ha un mantell. Destaca el tractament de la testa, amb cabell recollit amb una lligadura típica del Tres-cents, i unes celles molt fines i perfilades. Atesa la simbologia d’una campana en el peu del sarcòfag, inicialment s’havia considerat que podia pertànyer al llinatge So. Español refusa aquesta hipòtesi, en advertir que la simbologia de la campana va ser utilitzada com a “distintiu heràldic per diversos llinatges catalans” i que els So es desvincularen amb posterioritat a Talavera.